# Ковалёво (Омская область)
Ковалёво — деревня в Калачинском районе Омской области России. Входит в Ивановское сельское поселение.

## История
Основана в 1881 году. В 1928 г. состояла из 153 хозяйств, основное население — эсты. Центр Ковалевского сельсовета Калачинского района Омского округа Сибирского края.

## Население
| 2002 | 2010 |
| ---- | ---- |
| 563  | ↘401 |

Национальный состав
Согласно результатам переписи 2002 года, в национальной структуре населения русские составляли 51 % из общей численности населения в 563 чел.
По данным на 2008 г. русские составляли 63%, эстонцы — 20%, немцы — 7%.